# Chautauqua megye (Kansas)
Chautauqua megye az Amerikai Egyesült Államokban, azon belül Kansas államban található. Megyeszékhelye Sedan, legnagyobb városa Sedan. Lakosainak száma 3379 fő (2020. április 1.). Chautauqua megye Elk, Osage, Montgomery, Washington és Cowley megyékkel határos.

## Népesség
A megye népességének változása:
| Lakosok száma | 3646 | 3611 | 3571 | 3552 | 3402 | 3379 |
|               | 2010 | 2011 | 2012 | 2013 | 2015 | 2020 |